# Metcalfia mexicana
Metcalfia mexicana là một loài thực vật có hoa trong họ Hòa thảo. Loài này được (Scribn.) Conert mô tả khoa học đầu tiên năm 1960.